# Lago Acarituba
Lago Acarituba är en sjö i Brasilien.   Den ligger i delstaten Amazonas, i den nordvästra delen av landet, 2 000 km nordväst om huvudstaden Brasília. Lago Acarituba ligger 9 meter över havet. Arean är 12,7 kvadratkilometer. Den sträcker sig 3,3 kilometer i nord-sydlig riktning, och 6,7 kilometer i öst-västlig riktning.
I omgivningarna runt Lago Acarituba växer i huvudsak städsegrön lövskog. Runt Lago Acarituba är det mycket glesbefolkat, med 5 invånare per kvadratkilometer.